# Classe Agordat
La classe Agordat était une classe de deux croiseurs protégés construite avant la Première Guerre mondiale pour la Regia Marina. Les deux unités ont été reclassées en croiseur éclaireur (en italien : esploratore) en 1914.

## Service
Ils sont devenus obsolètes dès le début de la guerre à cause de leur manque de vélocité.
Après l'armistice du 11 novembre 1918, le Coatit est transformé en mouilleur de mines. En 1919, après modernisation, son armement comprend 8 canons de 76 mm, 2 canons de 120 mm, 2 tubes lance-torpilles de 450 mm et  des mines marines.
Le Agordat est reclassé en canonnière en 1921. Son armement comprend 2 canons de 120 mm, 4 canons de 76 mm et 2 tubes lance-torpilles de 450 mm.

## Unités
| Nom     | Chantier                           | Lancement        | Service effectif  | Fin de service          |
| ------- | ---------------------------------- | ---------------- | ----------------- | ----------------------- |
| Agordat | Arsenal de Castellammare di Stabia | 10 novembre 1899 | 26 septembre 1900 | rayé des listes en 1923 |
| Coatit  | Arsenal de Castellammare di Stabia | 15 novembre 1899 | 10 janvier 1900   | rayé des listes en 1920 |